# لويس توريس فاسكيز
لويس توريس فاسكيز (بالإسبانية: Luis Torres Vázquez)‏ هو لاعب كرة قدم مكسيكي، ولد في 15 أبريل 1992.